# Červené stráně
Červené stráně jsou přírodní památka poblíž obce Nové Bránice v okrese Brno-venkov. Předmětem ochrany je populace kriticky ohroženého hvozdíku moravského (Dianthus moravicus) a biotop této vzácné rostliny, reprezentovaný vegetací silikátových skal a drolin svazu Asplenion septentrionalis.